# 今西晃一
今西 晃一（いまにし こういち、1958年10月10日 - ）は、京都府船井郡八木町（現：南丹市）出身の元サッカー選手、サッカー指導者。ポジションはDF。

## 来歴
大阪体育大学を卒業後に京都紫光サッカークラブなどでプレーして1993年に引退。また、1992年および1993年は所属クラブでコーチを兼任していた。1993年から2005年まで教育研究社FC（その後にFC KYOKEN京都、FC京都BAMB1993などへ名称変更）の監督を務めた。2009年から京都府立南丹高等学校サッカー部の監督に就任。
2020年1月20日、レイジェンド滋賀FCの監督に就任した。2021年6月22日、成績不振により解任された。

## 所属クラブ
- 京都府立園部高校[1]
- 大阪体育大学[1]
- 1982年 - 1992年 京都紫光サッカークラブ
- 1993年 教育研究社FC京都パープルサンガ

## 指導歴
- 1992年　京都紫光サッカークラブ コーチ（選手兼任）
- 1993年　教育研究社FC京都パープルサンガ コーチ（選手兼任）
- 1994年　教育研究社FC京都パープルサンガユースコーチ
- 1993年 - 2005年　教育研究社FC/FC KYOKEN京都/FC京都BAMB1993 監督
  - 1993年 - 2000年　京都府国体成年監督
  - 1997年　関西社会人リーグ選抜監督
  - 1998年　関西社会人リーグ選抜コーチ
  - 1999年　関西社会人リーグ選抜監督
  - 2004年　関西社会人リーグ選抜コーチ
- 2009年 - 2018年　京都府立南丹高等学校 監督
- 2020年 - 2021年6月 レイジェンド滋賀FC 監督